# Плотность вероятности
Пло́тность вероя́тности (плотность распределения случайной величины) — один из способов задания распределения случайной величины. Под плотностью вероятности подразумевается вещественная функция, характеризующая сравнительную вероятность реализации тех или иных значений случайной переменной (переменных).

## Прикладное описание понятия
С помощью плотности вероятности {\displaystyle f(x)} можно вычислить вероятность попадания случайной величины {\displaystyle \xi }, принимающей значения {\displaystyle x}, в интервал {\displaystyle [a,b]} как
{\displaystyle P(\xi \in [a,b])=\int _{a}^{b}f(x)\,{\mbox{d}}x}.
Плотность распределения неотрицательна при любом {\displaystyle x} и нормирована, то есть
{\displaystyle \int _{-\infty }^{+\infty }f(x)\,{\mbox{d}}x=1}
При стремлении {\displaystyle x} к {\displaystyle \,\pm \infty } функция {\displaystyle f(x)} стремится к нулю. Размерность плотности распределения всегда обратная к размерности случайной величины — если {\displaystyle \xi } исчисляется в метрах, то размерностью {\displaystyle f} будет м-1.

Вероятность попадания случайной величины в интервал между и равна площади под графиком функции плотности вероятности.

Зная плотность вероятности, можно также определить наиболее вероятное значение (моду) случайной величины как максимум {\displaystyle f(x)}.
Также с помощью плотности вероятности находится математическое ожидание случайной величины:
{\displaystyle \mathbb {E} \{\xi \}=\int _{-\infty }^{+\infty }xf(x)\,{\mbox{d}}x}
и математическое ожидание функции {\displaystyle g(\xi )} случайной величины:
{\displaystyle \mathbb {E} \{g(\xi )\}=\int _{-\infty }^{+\infty }g(x)f(x)\,{\mbox{d}}x}.
Чтобы перейти к плотности распределения {\displaystyle {f}_{\chi }(y)} другой случайной величины {\displaystyle \chi =z(\xi )}, нужно взять 
{\displaystyle {f}_{\chi }(y)=f(z^{-1}(y))\cdot \left|{\frac {{\mbox{d}}z^{-1}(y)}{{\mbox{d}}y}}\right|},
где {\displaystyle z^{-1}(y)} — обратная функция по отношению к {\displaystyle y=z(x)} (предполагается, что z — взаимно однозначное отображение).
Значение плотности распределения {\displaystyle f(x)} не является вероятностью принять случайной величиной значение {\displaystyle x}. Так, вероятность принятия непрерывной случайной величиной {\displaystyle \xi } значения {\displaystyle x} равна нулю. При непрерывном распределении случайной величины {\displaystyle \xi } вопрос может ставиться о вероятности её попадания в некий диапазон, а не о вероятности реализации её конкретного значения. 
Интеграл 
{\displaystyle F(x)=\int _{-\infty }^{x}f(t)\,{\mbox{d}}t}
называют функцией распределения (соответственно, плотность распределения вероятности — это производная функции распределения). Функция {\displaystyle F} является неубывающей и изменяется от 0 при {\displaystyle x\to -\infty } до 1 при {\displaystyle x\to +\infty }.

Функции плотности вероятности для равномерного распределения

Самым простым распределением является равномерное распределение на отрезке {\displaystyle [a,b]}. Для него плотность вероятности равна:
{\displaystyle f(x)=\left\{{\begin{matrix}{1 \over b-a},&x\in [a,b]\\0,&x\not \in [a,b]\end{matrix}}\right..}

Функции плотности вероятности для нормального распределения

Широко известным распределением является «нормальное», оно же гауссово, плотность которого записывается как
{\displaystyle f(x)={\frac {1}{{\sqrt {2\pi }}\sigma }}\exp \left[-{\frac {(x-\mu )^{2}}{2\sigma ^{2}}}\right]},
где {\displaystyle \mu } и {\displaystyle \sigma } — параметры: математическое ожидание и среднеквадратичное отклонение. Другие примеры плотностей распределения — одностороннее лапласовское ({\displaystyle \lambda >0}):
{\displaystyle f(x)=A\exp \left[-\lambda \,x\right]\,\,(x\geq 0)} и {\displaystyle f(x)=0\,\,(x<0)},
и максвелловское ({\displaystyle \alpha >0}):
{\displaystyle f(x)=Ax^{2}\exp \left[-\alpha x^{2}\right]\,\,(x\geq 0)} и {\displaystyle f(x)=0\,\,(x<0)}.
В двух последних примерах множитель {\displaystyle A} подбирается в зависимости от параметра {\displaystyle \lambda } или {\displaystyle \alpha } так, чтобы обеспечить  нормировку интеграла от плотности вероятности. В случае распределения Лапласа оказывается, что {\displaystyle A=\lambda }. 
Как названные, так и другие распределения широко применяются в физике. Например, в случае распределения Максвелла роль случайной величины обычно играет абсолютная величина скорости молекулы в идеальном газе. При этом для аргумента функции {\displaystyle f} нередко используют тот же символ, что и для рассматриваемой в физической задаче случайной величины (как если бы выше на месте {\displaystyle \xi } всюду стояло {\displaystyle x}). Так, в выражении максвелловской плотности распределения пишут не формальную переменную {\displaystyle x}, а символ скорости {\displaystyle v}. В простейших ситуациях такая вольность с обозначениями не приводит к недоразумениям.
Спадающий при стремлении аргумента к {\displaystyle +\infty } или {\displaystyle -\infty } участок графика плотности вероятности {\displaystyle f(x)} в областях, где {\displaystyle f\ll f_{max}}, называется хвостом. Из упомянутых распределений, нормальное и лапласовское имеют по два хвоста (слева и справа), а максвелловское в выписанном виде — один (справа).

## Определение плотности вероятности в теории меры
Плотность вероятности можно рассматривать как один из способов задания вероятностной меры на евклидовом пространстве {\displaystyle \mathbb {R} ^{n}}. 
Пусть {\displaystyle \mathbb {P} } является вероятностной мерой на {\displaystyle \mathbb {R} ^{n}}, то есть определено вероятностное пространство {\displaystyle \left(\mathbb {R} ^{n},{\mathcal {B}}(\mathbb {R} ^{n}),\mathbb {P} \right)}, где {\displaystyle {\mathcal {B}}(\mathbb {R} ^{n})} обозначает борелевскую σ-алгебру на {\displaystyle \mathbb {R} ^{n}}. Пусть {\displaystyle m} обозначает меру Лебега на {\displaystyle \mathbb {R} ^{n}}.
Вероятность {\displaystyle \mathbb {P} } называется абсолютно непрерывной (относительно меры Лебега) ({\displaystyle \mathbb {P} \ll m}), если любое борелевское множество нулевой меры Лебега также имеет вероятность ноль:
{\displaystyle \forall B\in {\mathcal {B}}(\mathbb {R} ^{n}),\;(m(B)=0)\Rightarrow (\mathbb {P} (B)=0).}
Если вероятность {\displaystyle \mathbb {P} } абсолютно непрерывна, то согласно теореме Радона-Никодима существует неотрицательная борелевская функция {\displaystyle f\colon \mathbb {R} ^{n}\to [0,\infty )} такая, что
{\displaystyle \mathbb {P} (B)=\int \limits _{B}f(x)\,dx},
где использовано общепринятое сокращение {\displaystyle m(dx)\equiv dx}, и интеграл понимается в смысле Лебега.
В более общем виде, пусть {\displaystyle (X,{\mathcal {F}})} — произвольное измеримое пространство, а {\displaystyle \mu } и {\displaystyle \nu } — две меры на этом пространстве. Если найдется неотрицательная {\displaystyle f}, позволяющая выразить меру {\displaystyle \nu } через меру {\displaystyle \mu } в виде
{\displaystyle \nu (A)=\int _{A}fd\mu ,}
то такую функцию называют плотностью меры {\displaystyle \nu } по мере {\displaystyle \mu }, или производной Радона-Никодима  меры {\displaystyle \nu } относительно меры {\displaystyle \mu }, и обозначают
{\displaystyle f={\frac {d\nu }{d\mu }}}.

### Плотность случайной величины
Пусть определено произвольное вероятностное пространство {\displaystyle (\Omega ,{\mathcal {F}},\mathbb {P} )}, и {\displaystyle X\colon \Omega \to \mathbb {R} ^{n}} случайная величина (или случайный вектор). {\displaystyle X} индуцирует вероятностную меру {\displaystyle \mathbb {P} ^{X}} на {\displaystyle \left(\mathbb {R} ^{n},{\mathcal {B}}(\mathbb {R} ^{n})\right)}, называемую распределением случайной величины {\displaystyle X}.
Если распределение {\displaystyle \mathbb {P} ^{X}} абсолютно непрерывно относительно меры Лебега, то его плотность {\displaystyle f_{X}={\frac {d\mathbb {P} ^{X}}{dx}}} называется плотностью случайной величины {\displaystyle X}. Сама случайная величина {\displaystyle X} называется абсолютно непрерывной.
Таким образом для абсолютно непрерывной случайной величины имеем:
{\displaystyle \mathbb {P} (X\in B)=\int \limits _{B}f_{X}(x)\,dx}.
Функция распределения абсолютно непрерывной случайной величины {\displaystyle X} непрерывна и может быть выражена через плотность следующим образом:
{\displaystyle F_{X}(x_{1},\ldots ,x_{n})=\mathbb {P} \left(X\in \prod \limits _{i=1}^{n}(-\infty ,x_{i})\right)=\int \limits _{-\infty }^{x_{n}}\!\!\ldots \!\!\int \limits _{-\infty }^{x_{1}}f_{X}(t_{1},\ldots ,t_{n})\,dt_{1}\ldots dt_{n}}.
В одномерном случае:
{\displaystyle F_{X}(x)=\int \limits _{-\infty }^{x}f_{X}(t)\,dt}.
Если {\displaystyle f_{X}\in C(\mathbb {R} ^{n})}, то {\displaystyle F_{X}\in {\mathcal {D}}(\mathbb {R} ^{n})}, и
{\displaystyle f_{X}(x_{1},\ldots ,x_{n})={\frac {\partial ^{n}}{\partial x_{1}\ldots \partial x_{n}}}F_{X}(x_{1},\ldots ,x_{n})}.
В одномерном случае:
{\displaystyle f_{X}(x)={\frac {d}{dx}}F_{X}(x)}.
Аргументом плотности вероятности непрерывной случайной величины являются значения этой случайной величины.    
Математическое ожидание функции от абсолютно непрерывной случайной величины может быть записано в виде:
{\displaystyle \mathbb {E} [g(X)]=\int \limits _{\mathbb {R} ^{n}}g(x)\,\mathbb {P} ^{X}(dx)=\int \limits _{\mathbb {R} ^{n}}g(x)\,f_{X}(x)\,dx},
где {\displaystyle g\colon \mathbb {R} ^{n}\to \mathbb {R} } — борелевская функция, так что {\displaystyle \mathbb {E} [g(X)]} определено и конечно.
Плотность вероятности дискретной случайной величины можно записать в виде:
{\displaystyle f_{X}(x)={\frac {d}{dx}}F_{X}(x)=\sum _{i=1}^{n}{p_{i}\delta (x-x_{i})}},
где {\displaystyle p_{i}} — вероятность того, что дискретная случайная величина принимает значение {\displaystyle x_{i}}, {\displaystyle \delta (x)} — дельта функция.

### Плотность преобразования случайной величины
Пусть {\displaystyle X\colon \Omega \to \mathbb {R} ^{n}} — абсолютно непрерывная случайная величина, и {\displaystyle g\colon \mathbb {R} ^{n}\to \mathbb {R} ^{n}} — инъективная непрерывно дифференцируемая функция такая, что {\displaystyle J_{g}(x)\not =0,\;\forall x\in \mathbb {R} ^{n}}, где {\displaystyle J_{g}(x)} — якобиан функции {\displaystyle g} в точке {\displaystyle x}. Тогда случайная величина {\displaystyle Y=g(X)} также абсолютно непрерывна, и её плотность имеет вид:
{\displaystyle f_{Y}(y)=f_{X}\left(g^{-1}(y)\right)\vert J_{g^{-1}}(y)\vert }.
В одномерном случае:
{\displaystyle f_{Y}(y)=f_{X}\left(g^{-1}(y)\right)\left\vert {\frac {dg^{-1}}{dy}}(y)\right\vert }.

## Свойства плотности вероятности
- Плотность вероятности определена почти всюду. Если {\displaystyle f} является плотностью вероятности {\displaystyle \mathbb {P} } и {\displaystyle f(x)=g(x)} почти всюду относительно меры Лебега, то и функция {\displaystyle g} также является плотностью вероятности {\displaystyle \mathbb {P} }.

- Интеграл от плотности по всему пространству равен единице:

{\displaystyle \mathbb {P} \left(\mathbb {R} ^{n}\right)=\int \limits _{\mathbb {R} ^{n}}f(x)\,dx=1}.
Обратно, если {\displaystyle f(x)} — неотрицательная почти всюду функция, такая что {\displaystyle \int \limits _{\mathbb {R} ^{n}}f(x)\,dx=1}, то существует абсолютно непрерывная вероятностная мера {\displaystyle \mathbb {P} } на {\displaystyle \mathbb {R} ^{n}} такая, что {\displaystyle f(x)} является её плотностью.
- Замена меры в интеграле Лебега:

{\displaystyle \int \limits _{\mathbb {R} ^{n}}\varphi (x)\,\mathbb {P} (dx)=\int \limits _{\mathbb {R} ^{n}}\varphi (x)\,f(x)\,dx},
где {\displaystyle \varphi ::\mathbb {R} ^{n}\to \mathbb {R} } любая борелевская функция, интегрируемая относительно вероятностной меры {\displaystyle {}\mathbb {P} }.

## Примеры абсолютно непрерывных распределений
- Бета-распределение
- Гамма-распределение
- Гиперэкспоненциальное распределение
- Двумерное нормальное распределение
- Логнормальное распределение
- Многомерное нормальное распределение
- Непрерывное равномерное распределение
- Нормальное распределение
- Обобщённое гиперболическое распределение
- Полукруговой закон Вигнера
- Распределение variance-gamma
- Распределение Вейбулла
- Распределение Гомпертца
- Распределение Колмогорова
- Распределение копулы
- Распределение Коши
- Распределение Лапласа
- Распределение Накагами
- Распределение Парето
- Распределение Пирсона
- Распределение Райса
- Распределение Рэлея
- Распределение Стьюдента
- Распределение Трейси — Видома
- Распределение Фишера
- Распределение хи-квадрат
- Частотное распределение
- Экспоненциальное распределение